# Скелотто, Эсекьель
Эсекьель Матиас Скелотто (исп. Ezequiel Matias Schelotto; 23 мая 1989, Буэнос-Айрес) — итальянский футболист аргентинского происхождения, правый полузащитник аргентинского клуба «Альдосиви».

## Карьера

### Клубная
Эсекьель Скелотто воспитанник клуба «Банфилд». 20 июля 2008 года он перешёл в итальянский клуб «Чезена», где занимался в футбольной академии клуба. В апреле 2009 года он получил право выступать за основной состав клуба, где провёл 6 игр и забил 1 гол. В июне 2009 года половину контракта Скелотто выкупила «Аталанта». В сезоне 2009/10 Эсекьель провёл 40 матчей клуба и забил 6 голов, чем помог клубу выйти в серию А. 24 июня 2010 года «Аталанта» полностью выкупила контракт Скелотто и отдала его обратно «Чезене» в аренду на год. 28 августа 2010 года Эсекьель дебютировал в серии А в матче с «Ромой», который завершился вничью 0:0.
29 августа 2013 года перешёл в «Сассуоло» на правах аренды до конца сезона 2013/14 с возможным правом выкупа.

### Международная
В ноябре 2009 года Скелотто был впервые вызван в состав молодёжной сборной Италии и 13 ноября дебютировал в составе команды в игре с Венгрией, проигранной 0:2.
В 2011 году Скелотто высказался о своём желании играть за первую сборную Италии. Единственный матч за сборную провёл 15 августа 2012 года против Англии (1:2).